# Kanton Villefranche-d’Albigeois
Der Kanton Villefranche-d’Albigeois war bis 2015 ein französischer Wahlkreis im Arrondissement Albi, im Département Tarn und in der Region Midi-Pyrénées. Hauptort war Villefranche-d’Albigeois. Vertreter im Generalrat des Départements war zuletzt von 2008 bis 2015 Jean-Paul Raynaud (PS).
Der Kanton war 137,66 Quadratkilometer groß und hatte 12.980 Einwohner. Im Mittel lag er 334 Meter über Normalnull, zwischen 157 und 631 Meter. 

## Gemeinden
Der Kanton bestand aus neun Gemeinden:
| Gemeinde                 | Einwohner Jahr | Fläche km² | Bevölkerungsdichte | Code INSEE | Postleitzahl |
| ------------------------ | -------------- | ---------- | ------------------ | ---------- | ------------ |
| Ambialet                 | 455 (2013)     | –          | – Einw./km²        | 81010      | 81430        |
| Bellegarde               | 441 (2013)     | –          | – Einw./km²        | 81026      | 81430        |
| Cambon                   | 2.052 (2013)   | –          | – Einw./km²        | 81052      | 81990        |
| Cunac                    | 1.548 (2013)   | –          | – Einw./km²        | 81074      | 81990        |
| Le Fraysse               | 392 (2013)     | –          | – Einw./km²        | 81096      | 81430        |
| Marsal                   | 273 (2013)     | –          | – Einw./km²        | 81155      | 81430        |
| Mouzieys-Teulet          | 425 (2013)     | –          | – Einw./km²        | 81190      | 81430        |
| Saint-Juéry              | 6.749 (2013)   | –          | – Einw./km²        | 81257      | 81160        |
| Villefranche-d’Albigeois | 1.234 (2013)   | –          | – Einw./km²        | 81317      | 81430        |